# Carex lyngbyei
Carex lyngbyei là một loài thực vật có hoa trong họ Cói. Loài này được Hornem. mô tả khoa học đầu tiên năm 1827.